# Nádson Rodrigues de Souza
Nádson Rodrigues de Souza, brazilski nogometaš, * 30. januar 1982.
Za brazilsko reprezentanco je odigral dve uradni tekmi.